# Chris Newman
Chris Newman (Nova Iorque, 17 de fevereiro de 1940 – 3 de fevereiro de 2025) foi um compositor estadunidense. Venceu o Oscar de melhor mixagem de som em três ocasiões: por The Exorcist, Amadeus e The English Patient.

## Filmografia selecionada
Newman ganhou três Oscars e foi indicado a mais cinco:

### Premiado
- The Exorcist (1973)[3]
- Amadeus (1984)[4]
- The English Patient (1996)[5]

### Nomeado
- The French Connection (1971)[6]
- The Godfather (1972)[7]
- Fame (1980)[8]
- A Chorus Line (1985)[9]
- The Silence of the Lambs (1991)[10]